# Jadwiga Korbasińska
Jadwiga Elżbieta Korbasińska, po mężu Jankowska (ur. 10 lipca 1946 w Warszawie, zm. 9 października 2014 tamże) – polska koszykarka, brązowa medalistka Mistrzostw Europy (1968).

## Życiorys
Była zawodniczką Polonii Warszawa, występowała na pozycji rozgrywającej. W latach 1966–1970 rozegrała 76 spotkań w reprezentacji Polski seniorek, a jej największym sukcesem był brązowy medal mistrzostw Europy w 1968. Ponadto na mistrzostwach Europy w 1970 zajęła z drużyną 6 miejsce. W barwach Polonii zdobyła dwukrotnie brązowy medal mistrzostw Polski (1965, 1967).